# M. S. Subbulakshmi
Madurai Shanmukhavadivu Subbulakshmi (Madurai, 16 settembre 1916 – 11 dicembre 2004) è stata una cantante indiana.

## Biografia
Cantante carnatica, è stata la prima musicista a ricevere il Bharat Ratna, la più alta onorificenza civile indiana. È la prima musicista indiana a ricevere il premio Ramon Magsaysay nel 1974 con la citazione "I puristi esigenti riconoscono Srimati M. S. Subbulakshmi come il principale esponente delle canzoni classiche e semi-classiche nella tradizione carnatica dell'India meridionale. È stata la prima indiana a esibirsi all'Assemblea generale delle Nazioni Unite nel 1966.".
Subbulakshmi (Kunjamma per la sua famiglia) è nata dalla suonatrice di vina Shanmukavadiver Ammal e da Subramania Iyer. Sua nonna Akkammal era una violinista.
Ha iniziato a studiare musica carnatica in tenera età e si è formata in musica carnatica sotto la guida di Semmangudi Srinivasa Iyer e successivamente in musica indostana sotto Pandit Narayanrao Vyas.
Sua madre, della comunità devadasi, era un'esponente musicale e un'artista teatrale regolare, e Subbulakshmi è cresciuta in un ambiente molto favorevole all'apprendimento musicale. I suoi interessi musicali sono stati plasmati anche dalle interazioni regolari con Karaikudi Sambasiva Iyer, Mazhavarayanendal Subbarama Bhagavathar e Ariyakudi Ramanuja Iyengar.
Subbulakshmi tenne la sua prima esibizione pubblica, all'età di undici anni, nel 1927, nella sala dei 100 pilastri all'interno del Tempio di Rockfort, Tiruchirappalli; con Mysore Chowdiah al violino e Dakshinamurthy Pillai al mridangam. Questo è stato organizzato dal leader del Congresso Nazionale Indiano con sede a Tiruchirappalli FG Natesa Iyer.
Nel 1936 Subbulakshmi si trasferì a Madras (ora Chennai). Ha anche fatto il suo debutto cinematografico in Sevasadan nel 1938. Il suo debutto nel mondo del cinema è stato ancora una volta al fianco di FG Natesa Iyer.

### Stile musicale e prestazioni

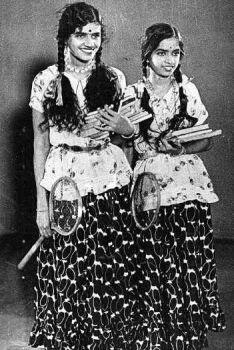
M. S. Subbulakshmi (a sinistra) con S. Varalakshmi a Sevasadhanam (1938)

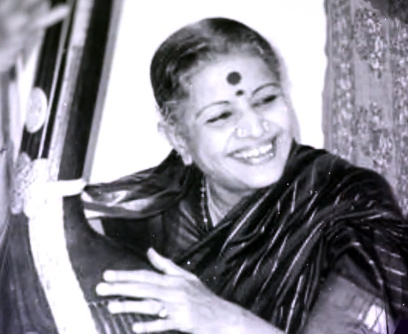
M. S. Subbulakshmi

M. S. Subbulakshmi ha iniziato la sua formazione di musica classica carnatica sotto sua madre Shanmukhavadivu; e successivamente nella formazione classica Hindustani sotto Pandit Narayan Rao Vyas. La sua prima registrazione è stata pubblicata quando aveva 10 anni.
Subbulakshmi ha dato la sua prima esibizione alla prestigiosa Madras Music Academy nel 1929, quando aveva 13 anni. Lo spettacolo consisteva nel cantare bhajan (inni indù). L'accademia era nota per il suo processo di selezione discriminante e hanno rotto la tradizione invitando una giovane ragazza come interprete chiave. La sua performance è stata descritta come affascinante e le è valsa molti ammiratori e l'appellativo di genio musicale da parte della critica. Subito dopo le sue esibizioni di debutto, Subbulakshmi è diventata una delle principali cantanti carnatiche.
All'età di diciassette anni, Subbulakshmi dava concerti da sola, comprese importanti esibizioni alla Madras Music Academy.
Ha viaggiato a Londra, New York, in Canada, Estremo Oriente e altri luoghi come ambasciatrice culturale dell'India. I suoi concerti all'Edinburgh International Festival of Music and Drama nel 1963; Carnegie Hall, New York; l'Assemblea generale delle Nazioni Unite nel giorno delle Nazioni Unite nel 1966; Royal Albert Hall, Londra nel 1982; e il Festival of India a Mosca nel 1987 sono stati punti di riferimento significativi nella sua carriera.
Nel 1969 è stata accompagnata dal consigliere delle ferrovie indiane SN Venkata Rao a Rameswaram, dove ha cantato diverse canzoni davanti a ogni idolo nel tempio di Ramanathaswamy. Ha condiviso un rapporto molto cordiale con Sree Ramaseva Mandali Bengaluru per la quale ha eseguito 36 concerti.
Dopo la morte del marito Kalki Sadasivam nel 1997, ha interrotto tutte le sue esibizioni pubbliche. La sua ultima esibizione è stata nel 1997, prima del suo ritiro dai concerti pubblici.

### Film
M. S. ha anche recitato in alcuni film tamil in gioventù. Il suo primo film, Sevasadanam, uscì il 2 maggio 1938. FG Natesa Iyer è stato l'attore principale, al fianco di Subbulakshmi, in questo film, diretto da K. Subramanyam. È stato un successo di critica e commerciale. Ananda Vikatan ha recensito favorevolmente il film l'8 maggio 1938:
Sevasadanam è uno dei primi film tamil ad essere ambientato in un contesto sociale contemporaneo ea sostenere politiche sociali riformiste. Il film è una versione adattata del romanzo di Premchand Bazaar-e-Husn. Il veterano leader marxista N. Sankaraiah, ha descritto Sevasadanam come un "film insolito" per aver scelto il soggetto dei matrimoni tra ragazze e anziani (che avevano sanzione sociale). Secondo lui, il film ha messo in luce con successo le "sofferenze della ragazza" (interpretato da M. S.) e "l'agonia mentale dell'anziano marito" (interpretato da FGNatesa Iyer). Il critico cinematografico e storico tamil Aranthai Narayanan osserva nel suo libro Thamizh Cinemavin Kathai (La storia del cinema tamil) che "Seva Sadhanam ha rappresentato un punto di svolta nella storia del cinema tamil. Nel climax, l'anziano marito, ora un uomo totalmente cambiato, è stato mostrato mentre gettava da parte con totale disprezzo il suo "filo sacro", che simboleggia la sua superiorità bramina. Fu un duro colpo per l'allora ortodossia bramina."
M. S. Subbulakshmi ha anche interpretato il ruolo maschile di Narada in Savitri (1941) per raccogliere fondi per il lancio di Kalki, il settimanale tamil nazionalista di suo marito. Il suo ruolo da protagonista della santa poetessa del Rajasthan Meera nell'omonimo film del 1945 le ha dato importanza nazionale. Questo film è stato rifatto in hindi nel 1947.

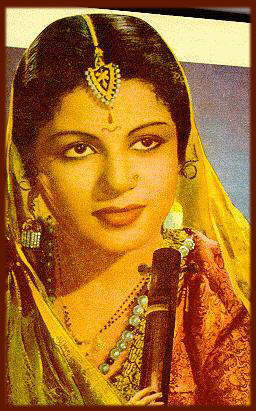
M. S. Subbulakshmi indossa un sari di un colore che è diventato sinonimo del suo nome: M. S. Blue.

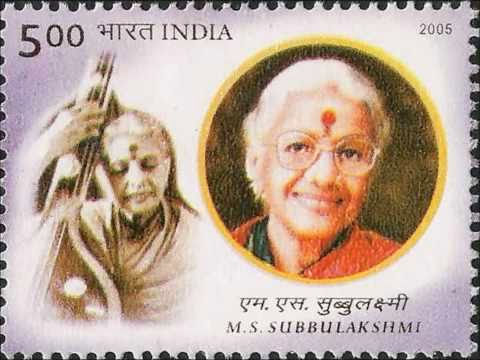
Subbulakshmi su un francobollo dell'India del 2005

Pandit Jawaharlal Nehru ha detto questo su M. S. Subbulakshmi: "Chi sono io, un semplice Primo Ministro davanti a una regina, una regina della musica". Mentre Lata Mangeshkar la chiamava Tapaswini (la Rinunciante), Ustad Bade Ghulam Ali Khan la chiamava Suswaralakshmi (la dea della nota perfetta), e Kishori Amonkar la definiva l'ultima croma o Aathuvaan Sur, che è al di sopra delle sette note fondamentali per tutti musica. Il grande leader nazionale e poeta Sarojini Naidu la chiamava "Usignolo dell'India". Le sue molte famose interpretazioni di bhajan includono il canto di Meenakshi Pancharatnam, Bhaja Govindaṁ, Vishnu sahasranama (1000 nomi di Vishnu), Hari Tuma Haro e Venkateswara Suprabhatam (inni musicali per risvegliare Lord Balaji la mattina presto).

## Riconoscimenti
È stata ampiamente onorata, lodata e premiata. Alcuni di quelli popolari includono:
- Padma Bhushan nel 1954[16]
- Premio Sangeet Natak Akademi nel 1956
- Sangeetha Kalanidhi nel 1968
- Premio Ramon Magsaysay (spesso considerato il Premio Nobel dell'Asia) nel 1974
- Padma Vibhushan nel 1975[16]
- Sangeetha Kalasikhamani nel 1975 dalla Indian Fine Arts Society, Chennai
- Kalida Samman nel 1988
- Premio Indira Gandhi per l'integrazione nazionale nel 1990
- Bharat Ratna nel 1998

È stata onorata come artista residente Asthana Vidhwan di Tirumala Tirupati Devasthanams. La Tirupati Urban Development Authority (TUDA) ha installato una statua in bronzo di M. S. Subbulakshmi nel circolo di Poornakumbham nella città del tempio. È stato svelato dal primo ministro dell'Andhra Pradesh YS Rajasekhara Reddy il 28 maggio 2006.
L'ombra Kancheepuram Saree nota come M. S. Blue è stata chiamata in suo onore dal noto membro del partito del Congresso e filantropo, Sri Muthu Chettiyar, quando si sono incontrati nella residenza di Sri R. Aiyadurai e Smt. Thangam Aiyadurai a Lady Desikachari Road, Madras, che erano amici intimi di M. S. e Sadasivam.
Un francobollo commemorativo su di lei è stato emesso il 18 dicembre 2005. Le Nazioni Unite hanno deciso di emettere un francobollo per celebrare il centenario della nascita di M. S. Subbulakshmi. Le è stato conferito un enorme premio in denaro con questi premi, la maggior parte dei quali ha donato in beneficenza. Ha tenuto più di 200 concerti di beneficenza e ha raccolto ben oltre Rs. 10.000.000. Ha ricevuto lauree honoris causa da diverse Università. Era un'ardente devota di Kanchi Mahaswamigal e ha reso la sua composizione "Maithreem Bhajatha" (O mondo! Coltivare la pace) nel suo concerto alle Nazioni Unite nel 1966. Ha realizzato una registrazione di 20 minuti di "Venkatesa Suprabhatam" per HMV, i cui diritti d'autore vanno al Veda Patasala gestito dal Tirupati Tirumala Devasthanam. Ha donato molti dei diritti d'autore su diversi dischi più venduti a varie organizzazioni di beneficenza.

## Filmografia
- Sevasadanam, regia di K. Subramanyam (1938)
- Sakuntalai, regia di Ellis R. Dungan (1940)
- Savithiri, regia di Y. V. Rao (1941)
- Mira, regia di Ellis R. Dungan (1945)
- Merabai, regia di Ellis R. Dungan (1947)
- 1000 Thalai Vaangi Apoorva Chinthamani, regia di Sundaram T. R. (1947)